# Georg Lankensperger

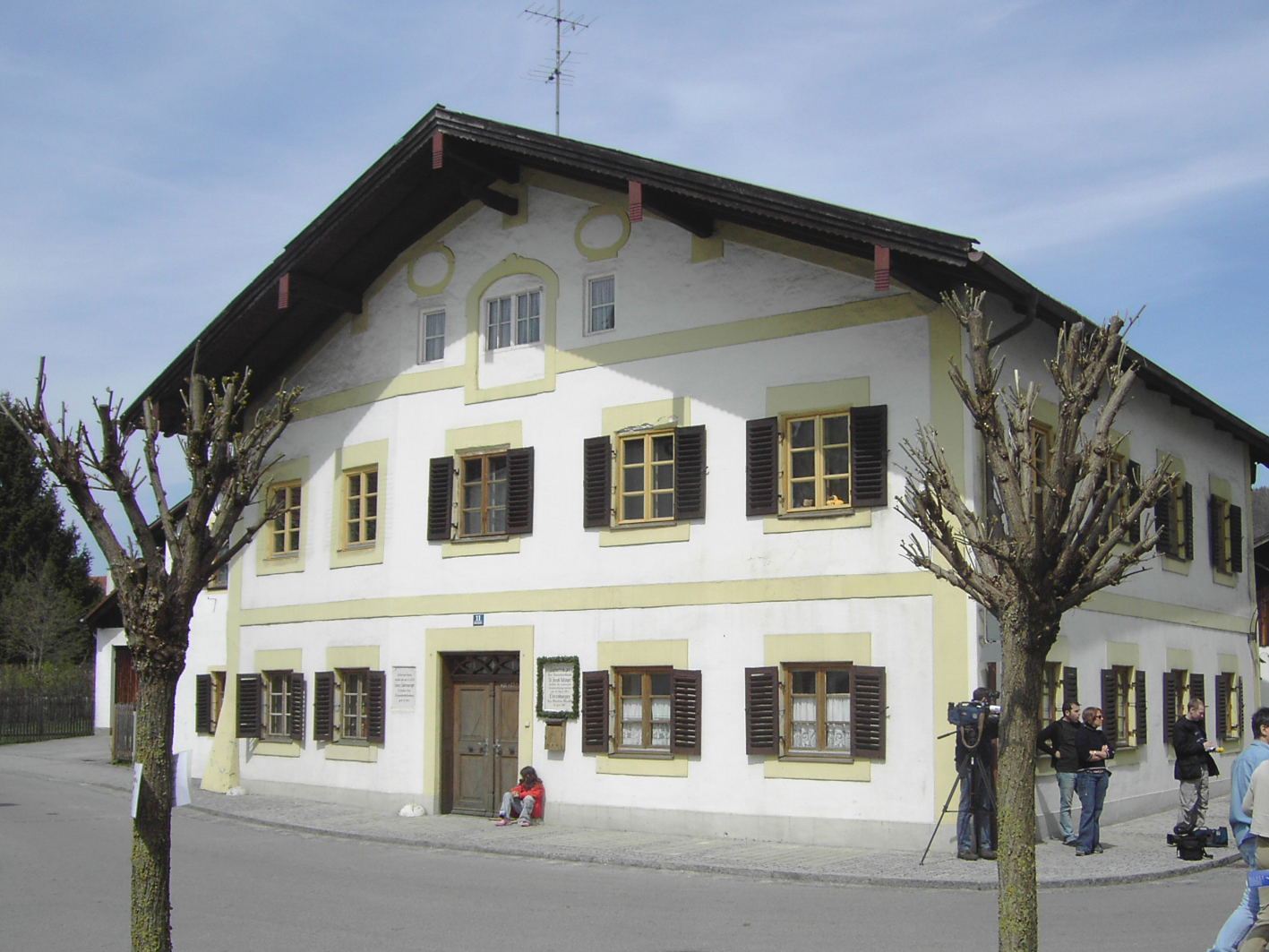
Geburtshaus Lankenspergers, hier kam 1927 auch Joseph Aloisius Ratzinger, der spätere Papst Benedikt XVI. zur Welt

Georg Lankensperger (auch: Lankensberger; * 31. März 1779 in Marktl; † 11. Juli 1847 in Birkenstein) war ein deutscher Wagenbauer. Ihm wurde als erstem ein Patent auf die Achsschenkellenkung erteilt. Erfunden wurde diese Lenkung hingegen schon im Jahr 1761 von Erasmus Darwin.

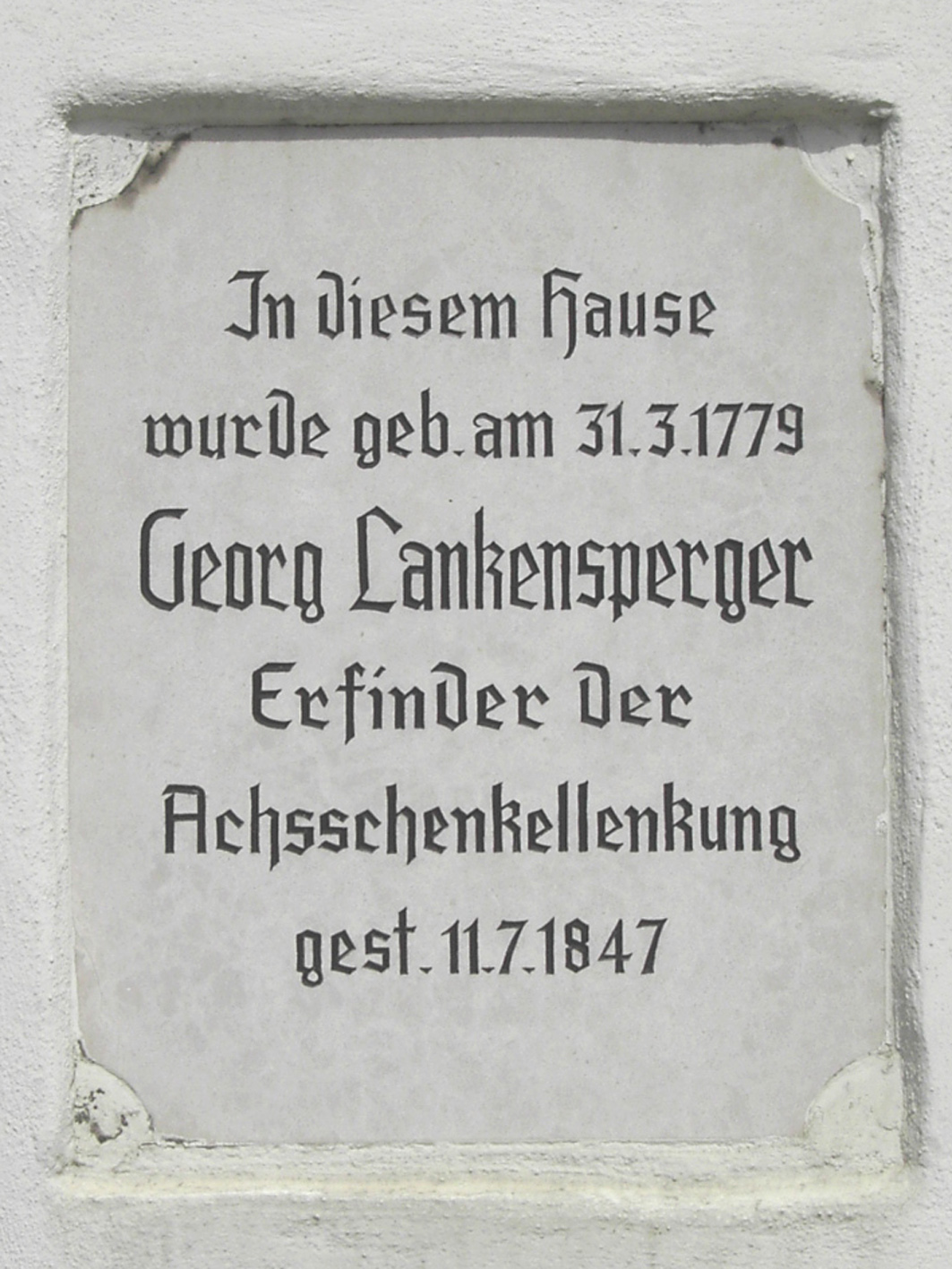
Gedenktafel am Geburtshaus

Lankensperger machte seine Erfindung im Jahr 1816 als Hofwagner in München. Sie wurde damals in Pferdekutschen angewandt, Achsschenkellenkungen sind auch heute noch bei Personen- und Lastkraftwagen im Einsatz.
Am 25. Mai 1816 erhielt Georg Lankensberger ein bayerisches Privileg:

„dem Hofwagner Lankensberger dahier wegen Erfindung eines neuen Riebes des Vorderwagens, der keines sogenannten Scheibengestelles bedarf, und ohne Raumverlust die Wagen sehr verkürzt.“

Er ließ die Lenkung in England vom Verleger und Unternehmer Rudolph Ackermann patentieren, weshalb sie dort unter dem Begriff „A-Steering“ geführt wurde. Der Lenkwinkel der dem Verhältnis von Radstand zu Radius entspricht, wird Ackermann-Winkel genannt.